# 電導率

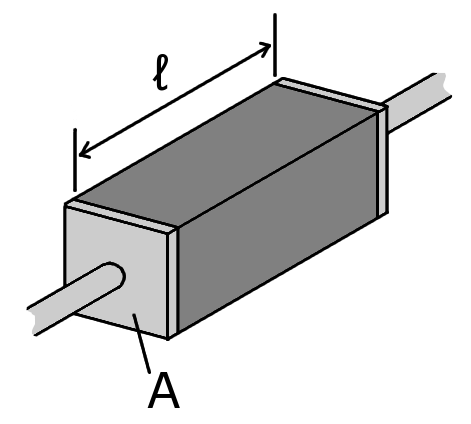
電阻物質的兩端接有導線。

电导率（electrical conductivity）或比电导（specific conductance），又译电传导性、電導係數，是表示物质传输电流能力强弱的一种測量值。當施加電壓於導體的兩端時，其電荷載子會呈現朝某方向流動的行為，因而形成電流。電導率 {\displaystyle \sigma \,\!} 是以歐姆定律定義為電流密度 {\displaystyle \mathbf {J} \,\!} 和電場強度 {\displaystyle \mathbf {E} \,\!} 的比率：
{\displaystyle \mathbf {J} =\sigma \mathbf {E} \,\!} 。
有些物質會有異向性 (anisotropic) 的電導率，必需用 3 X 3 矩陣來表達（使用數學術語，第二階張量，通常是對稱的）。
電導率是电阻率 {\displaystyle \rho \,\!} 的倒數。在國際單位制中的單位是西門子/公尺 (S·m-1)：
{\displaystyle \sigma ={1 \over \rho }\,\!} 。
電導率儀 (electrical conductivity meter) 是一種是用來測量溶液電導率的儀器。

## 电传导性
电传导性 (electric conductivity) 是物质可以传导电子的性质。按物质是否具有电传导性，可把物质分为导体、半导体和绝缘体。
- 導體：金屬、电解质溶液，一般有很高的電導率，很低的電阻率。
- 絕緣體：像玻璃、干燥的木材、塑料、橡胶或真空這類物質的電導率很低，電阻率很高。
- 半導體：電導率在導體和絕緣體之間。在不同的狀況下，電導率會有很大的變化。例如，暴露於電場或某種頻率的光波，最重要地，溫度和半導體材料的成份。

固態半導體的摻雜程度會造成電導率很大的變化。增加摻雜程度會造成高電導率。水溶液的電導率高低跟其內含溶質鹽的濃度有關，或其它會分解為電解質的化學雜質。水樣本的電導率是測量水的含鹽成分、含離子成分、含雜質成分等等的重要指標。水越純淨，電導率越低（電阻率越高）。水的電導率時常以電導係數來紀錄；電導係數是水在 25°C 溫度的電導率。

## 一些物質的電導率
| 物質     | 電導率 (S·m-1) | 溫度 (°C) | 註記 |
| 銀       | 63.01 × 106    | 20        | 所有金屬中電導率（以及熱導率）最高的物質                                                                  |
| 銅       | 59.6 × 106     | 20        | |
| 退火 銅  | 58.0 × 106     | 20        | 一般是指 100% IACS 或 100% 國際退火銅標準                                                                 |
| 金       | 45.2 × 106     | 20        | 時常用為電路板或電子元件的電連接器 (electrical connector) 材料                                                                |
| 鋁       | 37.8 × 106     | 20        | |
| 海水     | 4.788          | 20        | 在平均鹽度為 4.8(S·m-1) ，溫度為 20(°C) 狀況的平均電導率。詳細資料請參閱英國國家物理實驗室的 國家標準資料 |
| 飲用水   | 0.0005 至 0.05 |           | 這是一般高品質飲用水的電導率值域，並不是水品質指標                                                        |
| 去離子水 | 5.5 × 10-6     |           | 假若水內不含氣體，則改變數值為 1.2 × 10-4                                                                 |

## 複電導率
假若物質處於隨時間而變的電場，則電導率為複數（對於各向異性物質，電導率為複矩陣），稱為導納率 (admittivity) 。這方法可以應用於電阻抗斷層成像 (electrical impedance tomography) ，一種工業或醫學成像。
另外一種計算交流的方法使用實值的電導率（跟時間有關）和實值的電容率。電導率越大，物質會越快吸收交流訊號，物質越不透明。

## 電導率與溫度的關係
電導率與溫度紧密相關。金屬的電導率隨著溫度的增高而降低。半導體的電導率隨著溫度的增高而增高。在一段溫度值域內，電導率可以被近似為與溫度成正比。為了要比較物質在不同溫度狀況的電導率，必須設定一個共同的參考溫度。電導率與溫度的相關性，時常可以表達為，電導率對上溫度線圖的斜率，用方程式寫為
{\displaystyle \sigma (T)={\sigma _{0} \over 1+\alpha (T-T_{0})}\,\!}；
其中，{\displaystyle T_{0}\,\!} 是參考溫度，{\displaystyle T\,\!} 是測量溫度，
{\displaystyle \sigma \,\!} 是物質的電導率，{\displaystyle \sigma _{0}\,\!} 是物質在參考溫度的固定參考電導率（通常在室溫），{\displaystyle \alpha \,\!} 是物質的溫度補償斜率。
最常見的水的溫度補償斜率大約為 2 %/°C 。但是，它可以在 (1 to 3) %/°C 值域之間。這數值與地球化學有關，可以很容易地在實驗室裡測量出來。
在非常低溫的狀況（在絕對零度附近），有些物質的電導率會變得非常高。稱這現象為超導現象。

## 參閱
- 導電性：講述電導率的物理本質。
- 電阻
- 熱導率
- 經典與量子電導率 (classical and quantum conductivity)
- 莫耳電導率 (molar conductivity) 講述在溶液裡因離子產生的電導率。
- 傳輸現象 (transport phenomena)